# Exetastes hungaricus
Exetastes hungaricus är en stekelart som först beskrevs av Bajari 1959.  Exetastes hungaricus ingår i släktet Exetastes och familjen brokparasitsteklar. Inga underarter finns listade i Catalogue of Life.